# 陈坊桥

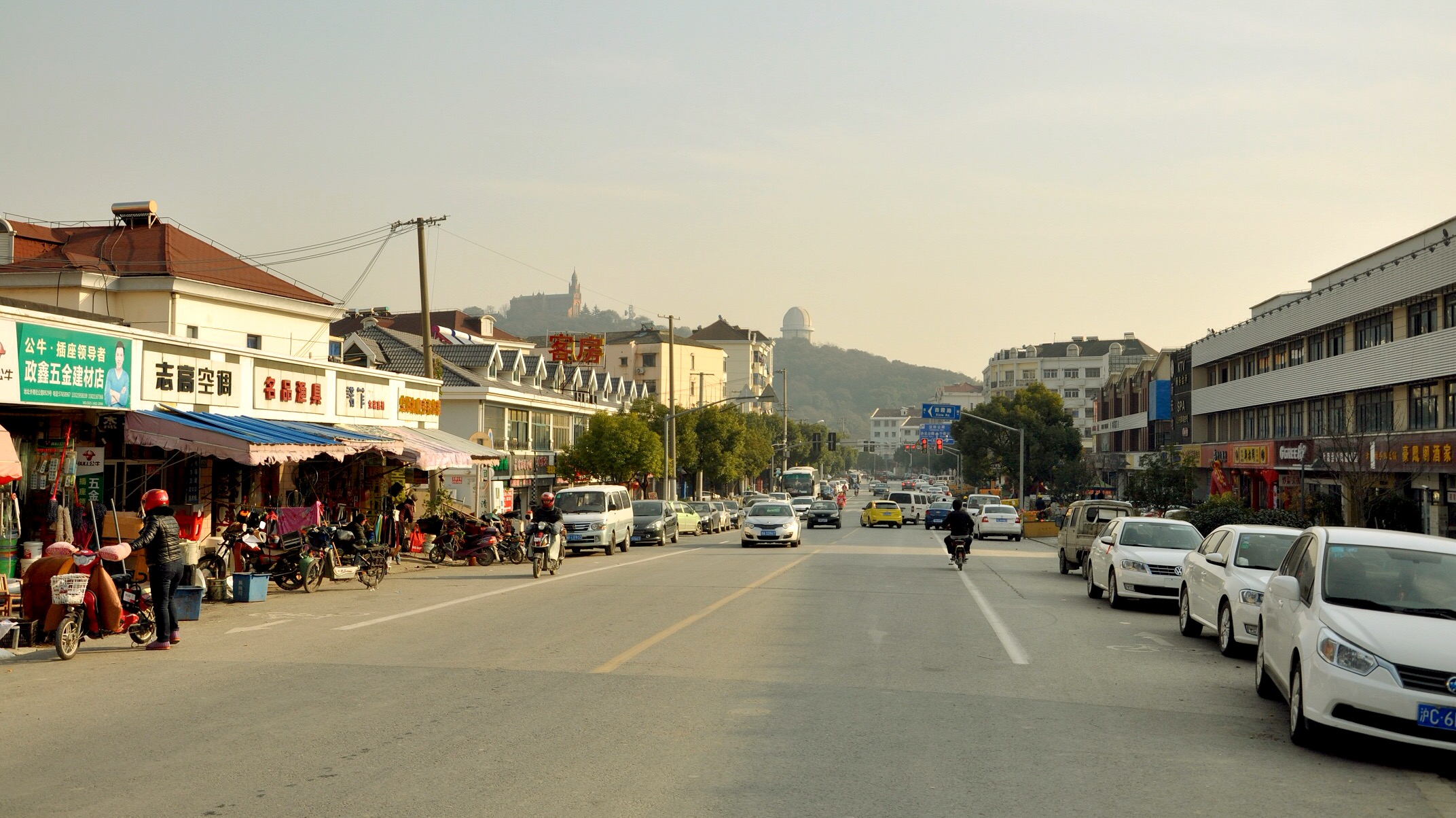
陈坊桥集镇（摄于外青松公路三官塘陈坊桥，远处为西佘山）

陈坊桥，集镇名，位于中国上海市松江区外青松公路南段，三官塘、辰山塘交汇处。佘山镇人民政府在陈坊桥设置有陈坊居委会。

## 名称由来
相传因建有明末学者陈继儒（号眉公）石牌坊，人称陈坊，后在此建石桥名陈坊桥，故名。该桥已于70年代拓宽河道时拆除。

## 历史沿革
陈坊桥原属青浦县华中乡，宣统元年（1909年），清政府颁布《府厅州县地方自治新制》，陈坊桥划属陈广辰区。辛亥革命后，陈广辰区改称陈广辰乡。陈坊桥镇为乡驻地。民国18年（1929年），陈广辰乡改称辰佘区。民国26年（1937年），青浦县划为8区92乡镇，陈坊桥为北干山区陈坊镇。青浦沦陷后，国民党青浦地下县政府一度设于陈坊桥附近。抗战胜利后，青浦县实行乡镇归并，陈坊桥属佘山乡。
1949年5月14日中国人民解放军进驻后，陈坊桥属佘山联合办事处。同年10月1日中华人民共和国成立后，属佘干区。1954年，青浦县划为7区64乡镇，为佘干区陈坊乡。同年12月3日，陈坊乡划归松江县（江苏省人民政府于1954年12月3日发出调整区划的批文，实际调整工作是在1955年5月进行的。）。1955年5月，建佘山区，陈坊乡属之。1957年7月，松江县将85个乡合并为17个大乡，陈坊乡与干凤乡、佘山乡、辰山乡合并为佘山乡。1986年，佘山乡撤乡建镇，陈坊桥仍属佘山镇。

## 集镇风貌
陈坊桥距佘山西北1公里，流经河道有辰山塘与三官塘，途径公交线路主要有沪陈线、松青线、南青专线、松江33路等。集镇呈“Π”形，辰山塘横贯镇中，两岸为老街，中华人民共和国建立后商业、手工业较盛。60年代起逐步开发东段为新街。商店以东街居多，市面繁荣。境内公共文化设施有建于1963年的佘山镇图书馆，位于外青松公路北侧，馆舍面积400平方米，馆藏总量22450册图书。西霞路32号有建于1982年并于1983年10月开业的佘山影剧院。

## 陈坊居委会
陈坊居委会所辖区域为陈坊桥中心地区，东邻月湖居委会，南接辰山村村委会，西与北皆与陈坊村村委会相连。辖区内有果园村和2011年3月并入的东青村两个自然村，有佘山新苑、兰笋小区、东霞小区、翠谷公寓四个居民小区，以及外青松公路、桃源路、西霞路、西干路、细林路上的居民住宅。户籍人口2,870人。居委会驻外青松公路9999号。